# Светлинский поссовет
Светлинский поссовет — сельское поселение в Светлинском районе Оренбургской области Российской Федерации.
Административный центр — посёлок Светлый.

## История
Статус и границы сельского поселения установлены Законом Оренбургской области от 2 сентября 2004 года № 1424/211-III-ОЗ «О наделении муниципальных образований Оренбургской области статусом муниципального района, городского округа, городского поселения, установлении и изменении границ муниципальных образований».
Законом Оренбургской области от 25 июня 2014 года № 2389/678-V-ОЗ муниципальные образования Светлинский поссовет и Целинный сельсовет преобразованы путём объединения в муниципальное образование Светлинский поссовет с административным центром в посёлке Светлый.

## Население
| 2010  | 2012  | 2013  | 2014  | 2015  | 2016  | 2017  |
| ----- | ----- | ----- | ----- | ----- | ----- | ----- |
| 7992  | ↘7878 | ↗7900 | ↘7796 | ↗8282 | ↘8277 | ↘8206 |
| 2018  | 2019  | 2020  | 2021  |       |       |       |
| ↘8136 | ↘8057 | ↘7991 | ↘7252 |       |       |       |

## Состав сельского поселения
| № | Населённый пункт | Тип населённого пункта          | Население |
| - | ---------------- | ------------------------------- | --------- |
| 1 | Светлый          | посёлок, административный центр | ↘6853     |
| 2 | Целинный         | посёлок                         | ↘399      |